# Manilkara smithiana
Manilkara smithiana là một loài thực vật có hoa trong họ Hồng xiêm. Loài này được H.J.Lam & Maas Geest. mô tả khoa học đầu tiên năm 1941.